# Hypanthidium ecuadorium
Hypanthidium ecuadorium är en biart som först beskrevs av Heinrich Friese 1904.  Hypanthidium ecuadorium ingår i släktet Hypanthidium och familjen buksamlarbin. Inga underarter finns listade i Catalogue of Life.